# Sideroxylon americanum
Sideroxylon americanum är en tvåhjärtbladig växtart som först beskrevs av Philip Miller, och fick sitt nu gällande namn av Terence Dale Pennington. Sideroxylon americanum ingår i släktet Sideroxylon och familjen Sapotaceae. Inga underarter finns listade i Catalogue of Life.